# Осока Редовского
Осока Редовского (лат. Carex parallela subsp. redowskiana) — подвид травянистых растений вида Осока параллельная (Carex parallela) рода Осока (Carex) семейства Осоковые (Cyperaceae).

## Ботаническое описание

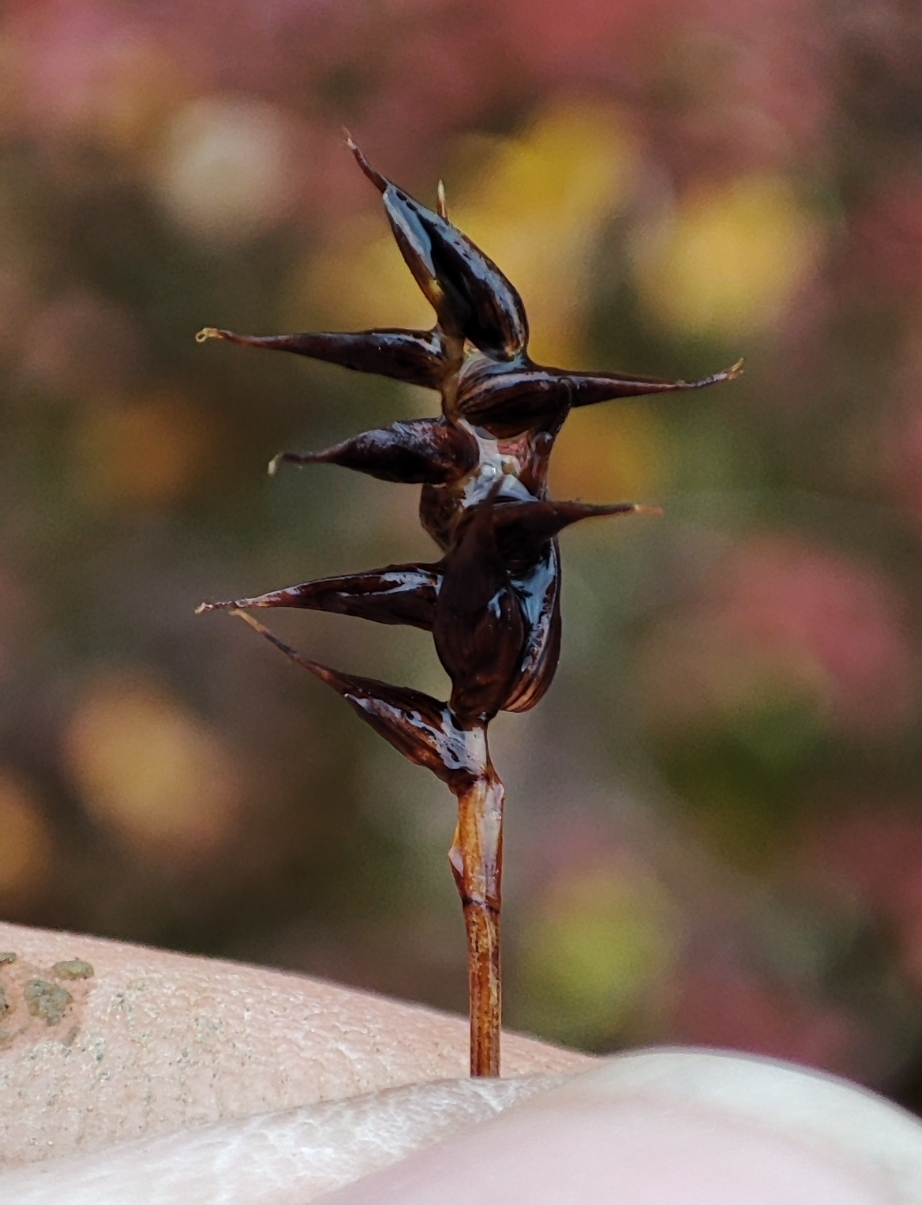
Колосок

Двудомное многолетнее травянистое растение. Корневище тонкое, почти нитевидное, ветвистое, восходящее, дающее побеги с пучками листьев, одетое бурыми волокнистыми остатками влагалищ. Стебли прямостоячие, тонкие, почти цилиндрические, лишь на верхушке туповато-трёхгранные и здесь иногда слабо шероховатые или все гладкие, при основании одетые буроватыми влагалищами, 20—30 см высотой и около 0,5 мм толщиной. Листья очень узкие, щетиновидные, трёхгранные или немного желобчатые, в верхней части по краям очень мелко зазубренные, наполовину короче стебля, ⅓—½ мм шириной.
Колосок одиночный, с цветками лишь одного пола; у мужских особей линейный, у женских при созревании плодов — продолговато-овальный, 10—15 мм длиной и около 5 мм шириной, негустой, особенно в нижней его половине, где расстояние между основаниями мешочков доходит до 1—2 мм. Прицветные чешуйки яйцевидные или широкояйцевидные, кверху суженные, на кончике тупые, рыжевато-бурые, по краям беловато-плёнчатые, около 2 мм длиной и 1½—1⅔ мм шириной. Мешочки почти вдвое длиннее их, почти перпендикулярно отклонённые от стержня колоска, иногда немного изогнутые, зрелые — тёмно-бурые, яйцевидно-ланцетовидные или почти ланцетовидные, постепенно суженные в довольно длинный, по бокам гладкий, на верхушке неясно 2-зубчатый носик, с одной стороны слегка, а с другой сильно выпуклые и с многочисленными жилками, 3—4 мм длиной и около 1 мм шириной. Рылец 2.

## Распространение и экология
Евразия: север Европы и Сибирь. Обитает в полярно-арктической, лесной и альпийской областях на моховых болотах, сограх, сыроватых арктических и альпийских тундрах, реже на альпийских и субальпийских лугах, по берегам ручьев.

## Таксономия
Подвид назван в честь русского ботаника Ивана Ивановича Редовского.

### Синонимы
- Carex davalliana var. leiocarpa Bunge (1835)
- Carex davalliana var. pallida Christ ex Scheutz (1888)
- Carex dioica var. redowskiana (C.A.Mey.) Ostenf. (1902)
- Carex redowskiana C.A.Mey. (1831)basionym
- Vignea redowskiana (C.A.Mey.) Soják (1980)